# Zatoka Penżyńska
Zatoka Penżyńska (ros. Пенжинская губа, Pienżynskaja guba) – zatoka Morza Ochockiego, w azjatyckiej części Rosji; drugorzędna zatoka Zatoki Szelichowa.
Leży w północno–wschodniej części Zatoki Szelichowa, pomiędzy półwyspami Tajgonos i Kamczatka; długość 300 km, średnia szerokość 65 km, głębokość do 62 m; od października do kwietnia pokryta lodem. Pływy morskie o wysokości do 13 m. Do Zatoki Penżyńskiej uchodzą rzeki Penżyna i Tałowka.